# Fields of the Nephilim
Fields of the Nephilim is een Britse gothic rock-band. Ze worden vaak samen met The Sisters of Mercy en The Mission de drie belangrijkste bands van de klassieke gothic rock genoemd.

## Geschiedenis
De groep werd opgericht in 1984 in Stevenage, Hertfordshire door Carl McCoy, Gary Whisker, Tony Pettit en de broers Paul Wright en Nod Wright. Eind 1984 verscheen hun eerste ep Burning the Fields. Rond dezelfde tijd verliet Gary Whisker de groep én werd Peter Yates aan de bezetting toegevoegd. De groep bouwde al snel een stevige reputatie op met hun duistere, naar het mystieke neigende sound, de enigmatische teksten van Carl McCoy en hun op spaghettiwesterns van Sergio Leone gebaseerde imago.
In 1986 verscheen het eerste volwaardige album, getiteld Dawnrazor. Twee jaar later werd dit opgevolgd door het album The Nephilim, waarop drie absolute klassiekers in het gothic rock-genre prijken: Moonchild, Love under Will en Last Exit for the Lost. In 1990 verscheen het derde album Elizium. In 1991 stopte Carl McCoy met de band om zich met andere projecten bezig te houden.
De overblijvende leden, Peter Yates, Tony Pettit en Paul en Nod Wright, begonnen samen met een andere zanger, Alan Delaney, een nieuwe groep onder de naam Rubicon. Later zouden er nog andere spin-offs ontstaan, zoals Last Rites en NFD. Carl McCoy begon intussen materiaal uit te brengen onder de naam Nefilim, waaronder het album Zoon uit 1996, dat duidelijke invloeden uit de metal vertoont. In 2002 verscheen er bij Jungle Records een album onder de naam Fields of the Nephilim, getiteld Fallen, maar dit bestond uit een samenraapsel van onafgewerkte liedjes en werd door de groep zelf niet erkend. Eind 2005 verscheen er dan toch een nieuw album van Fields of the Nephilim, geschreven door Carl McCoy en opgenomen met medewerking van andere muzikanten, van wie de naam niet bekend is. Later volgden er ook opnieuw concerten met een vernieuwde bezetting naast McCoy, onder meer op 24 mei 2007 in de Londense Astoria en in 2008 op de Duitse festivals M'era Luna te Hildesheim en Wave-Gotik-Treffen te Leipzig en het Belgische Gothic Festival te Waregem. In september 2012 traden ze na 22 jaar afwezigheid weer in Nederland op, op het Incubate-festival te Tilburg. In april 2015 stonden ze wederom twee dagen in 013 te Tilburg op het Roadburn-festival. Op 10 augustus 2019 was de Cacaofabriek in Helmond de plaats waar de band in Nederland optrad.

## Bezetting
- Carl McCoy (1984-): zang
- Tony Pettit (1984-1991): basgitaar
- Peter Yates (1984-1991): gitaar
- Paul Wright (1984-1991): gitaar
- Nod Wright (1984-1991): drums
- Gary Whisker (1984): saxofoon

## Huidige bezetting
- Carl McCoy: zang
- Gavin King: gitaar
- Tony Petit: basgitaar
- Tom Edwards: gitaar
- Lee Newell: drums

## Discografie

### Albums
- 1986 - Dawnrazor
- 1988 - The Nephilim
- 1988 - BBC Radio 1 - Live in Concert
- 1990 - Elizium
- 1991 - Earth Inferno (live)
- 1991 - Laura (compilatie)
- 1993 - Revelations (compilatie)
- 2001 - From Gehenna to Here (compilatie)
- 2002 - Fallen (niet door de groep zelf erkend)
- 2005 - Mourning Sun

### Ep's
- 1985 - Burning the Fields
- 1986 - Returning to Gehenna (compilatie)

### Singles
- 1986 - Power
- 1987 - Preacher Man
- 1987 - Blue Water
- 1989 - Moonchild
- 1989 - Psychonaut
- 1990 - For Her Light
- 1990 - Sumerland
- 2000 - One More Nightmare (Trees Come Down A.D.)
- 2002 - From the Fire
- 2016 - Prophecy

### Video's
- 1988 - Forever Remain (live)
- 1989 - Morphic Fields
- 1991 - Visionary Heads (live)
- 1993 - Revelations